# Kościół Miłosierdzia Bożego w Piotrkowie Trybunalskim
Kościół Miłosierdzia Bożego w Piotrkowie Trybunalskim – rzymskokatolicki kościół parafialny należący do parafii pod tym samym wezwaniem (dekanat piotrkowski archidiecezji łódzkiej).
Jest to świątynia wzniesiona w latach 1993–2004. Budowla jest murowana, wybudowano ją z cegły klinkierowej według projektu architekta Aleksego Dworczaka, kościół składa się z trzech naw i posiada kaplicę boczną Matki Boskiej Częstochowskiej, W dniu 26 sierpnia 1993 roku zostały poświęcone fundamenty i wmurowany został kamień węgielny pochodzący z Asyżu, poświęcony przez Jana Pawła II. W dniu 26 listopada 1993 roku zostały poświęcone mury świątyni przez arcybiskupa Władysława Ziółka.

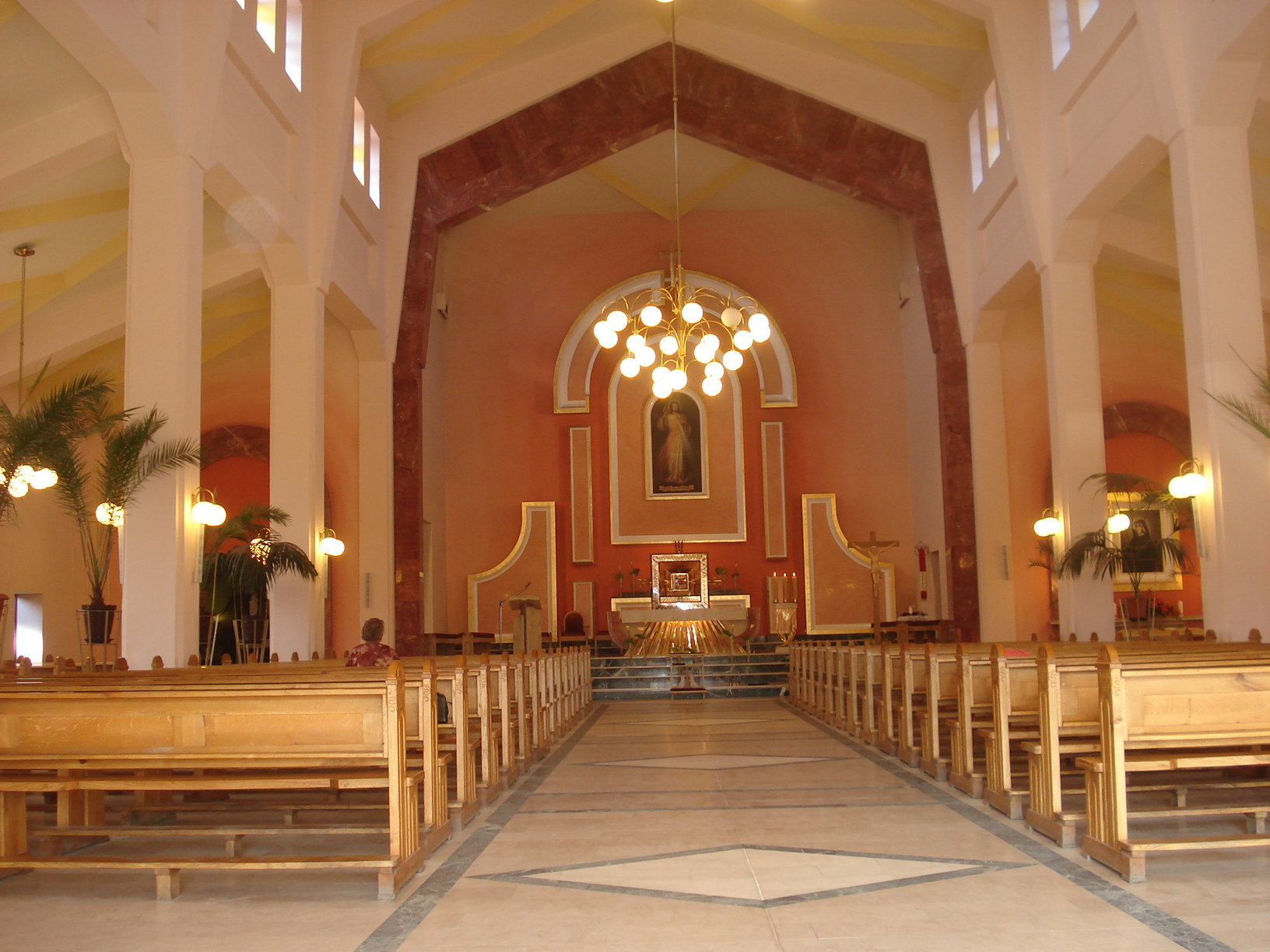
Wnętrze świątyni

Do wyposażenia kościoła należą: ołtarz główny ozdobiony obrazem Miłosierdzia Bożego, ołtarz boczny ozdobiony obrazem i relikwiami św. Faustyny, wspomiana wyżej kaplica boczna ozdobiona ołtarzem Matki Boskiej Częstochowskiej, 3 dzwony oraz Droga Krzyżowa w formie odlewów z mosiądzu.
Świątynia została poświęcona w dniu 9 listopada 1997 roku przez wspomnianego wyżej arcybiskupa Władysława Ziółka.